# Vitreorana franciscana
Espèce
Vitreorana franciscana est une espèce d'amphibiens de la famille des Centrolenidae.

## Répartition
Cette espèce est endémique du Minas Gerais au Brésil. Elle se rencontre dans les municipalités de Vargem Bonita et de Presidente Olegário.

## Description
Les mâles mesurent de 21,9 à 24,1 mm.

## Étymologie
Son nom d'espèce lui a été donné en référence au lieu de sa découverte, le rio São Francisco.

## Publication originale
- Santana, Barros, Pontes, & Feio, 2015 : A new species of Glassfrog genus Vitreorana (Anura, Centrolenidae) from the Cerrado Domain, southeastern Brazil. Herpetologica, vol. 71, no 4, p. 289–298.